# Robert Reid, 1. Earl of Loreburn

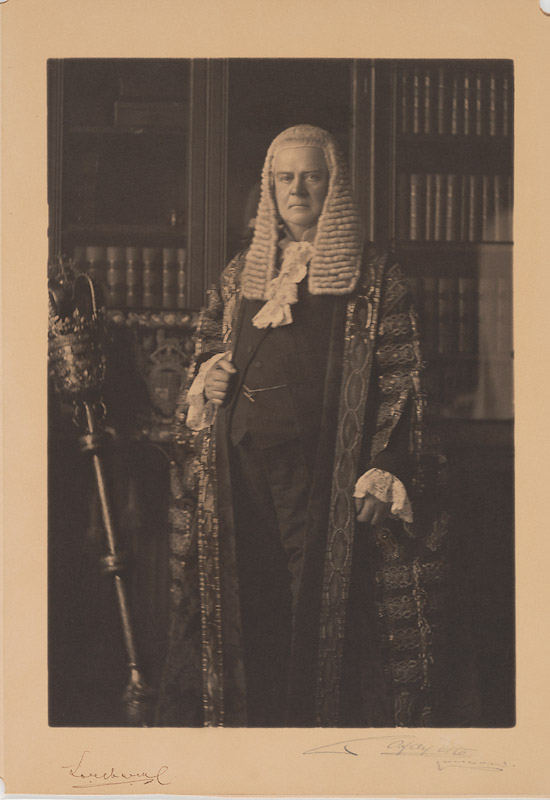
Robert Reid, 1. Earl of Loreburn

Robert Threshie Reid, 1. Earl Loreburn GCMG PC QC (* 3. April 1846; † 30. November 1923) war ein britischer Jurist und Politiker der Liberal Party, der unter anderem 25 Jahre lang Abgeordneter des House of Commons sowie zwischen 1905 und 1912 Lordkanzler (Lord Chancellor) war.

## Leben

### Frühe Karriere
Reid, dessen Vater James John Reid 1837 Oberster Richter der Ionischen Inseln war, absolvierte nach der schulischen Ausbildung am Cheltenham College zunächst ein Studium am Balliol College der Universität Oxford, das er mit einem Bachelor of Arts (B.A.) abschloss. Nach einem weiteren Studium der Rechtswissenschaften erhielt er 1871 seine anwaltliche Zulassung am Inner Temple und nahm daraufhin eine Tätigkeit als Barrister auf.
Im März 1880 wurde Reid als Kandidat der Liberal Party im Wahlkreis Hereford erstmals zum Mitglied des House of Commons gewählt und gehörte diesem bis November 1885 an. Wenige Monate später wurde er für die Liberalen ab Juli 1886 wieder zum Abgeordneten des Unterhauses gewählt und vertrat nunmehr fast zwanzig Jahre lang bis Januar 1906 die Interessen des Wahlkreises Dumfries Burghs.
Für seine anwaltlichen Verdienste wurde er 1882 zunächst zum Kronanwalt (Queen’s Counsel) sowie 1890 auch zum sogenannten „Bencher“ der Anwaltskammer von Inner Temple ernannt.

### Regierungsämter

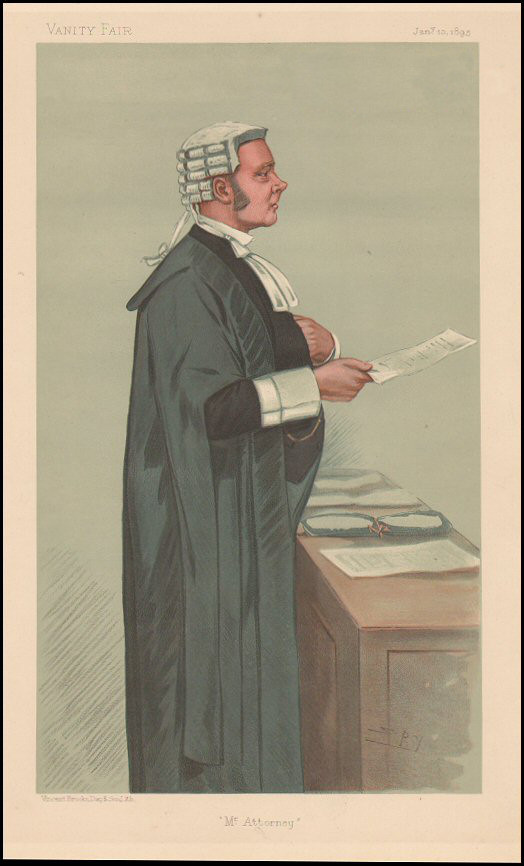
Robert Reid als Attorney General in einer Karikatur des Magazins Vanity Fair (10. Januar 1895)

Reid, der 1894 zum Knight Bachelor geschlagen wurde und fortan den Namenszusatz „Sir“ führte, wurde 1894 Nachfolger von John Rigby als Solicitor General und war als solcher bis zu seiner Ablösung durch Robert Finlay 1894 Stellvertreter Attorney General.
Noch im selben Jahr wurde er Nachfolger Rigbys als Attorney General und damit einer der wichtigsten Berater der Krone und der Regierung von Premierminister Archibald Philip Primrose, 5. Earl of Rosebery. Das Amt des Attorney General bekleidete er bis zum Ende der Amtszeit des Earl of Rosebery als Premierminister am 21. Juni 1895. Er wurde durch Richard Webster abgelöst.
Für seine langjährigen Verdienste wurde Reid, der zwischen 1898 und 1899 britischer Rechtsberater in einem Schlichtungsverfahrens wegen Grenzstreitigkeiten zwischen Kolumbien und Venezuela war, 1899 als Knight Grand Cross des Order of St. Michael and St. George (GCMG) ausgezeichnet. Im Anschluss fungierte er zwischen 1899 und 1906 auch als Rechtsberater der Universität Oxford.
Am 10. Dezember 1905 wurde Reid als Nachfolger von Hardinge Giffard, 1. Earl of Halsbury, Lordkanzler (Lord Chancellor) im Kabinett von Premierminister Henry Campbell-Bannerman. Er bekleidete dieses Amt auch in der nachfolgenden Regierung von Premierminister Herbert Henry Asquith bis zum 10. Juni 1912 und wurde von Richard Haldane, 1. Viscount Haldane abgelöst. 1905 wurde er zum Mitglied des Privy Council berufen.
Am 8. Januar 1906 wurde Reid als Baron Loreburn, of Dumfries in the County of Dumfries, zum erblichen Peer erhoben und wurde dadurch auch Mitglied des House of Lords. Am 4. Juli 1911 wurde er auch zum Earl Loreburn, of Dumfries in the County Dumfries, erhoben. Als sich König Georg V. zwischen 1911 und 1912 in Indien befand, um dort auf der sogenannten „Durbar“ am 12. Dezember 1911 in Delhi zum Kaiser von Indien gekrönt zu werden, gehörte Reid zu den vier Staatsräten (Counsellor of State), die ihn während seiner Abwesenheit in der Heimat vertraten.
Seine 1871 geschlossene erste Ehe mit Emily Douglas Fleming († 1904) und seine 1907 geschlossene zweite Ehe mit Violet Elizabeth Hicks-Beach († 1931) blieben beide kinderlos, weshalb seine Titel mit seinem Tod 1923 erloschen.